# جيمس مارتن بيل
جيمس مارتن بيل (بالإنجليزية: James Martin Bell)‏ هو محامي وسياسي أمريكي، ولد في 16 أكتوبر 1796 بمقاطعة هنتينغدون في الولايات المتحدة، وتوفي في 4 أبريل 1849 بكامبردج في الولايات المتحدة. حزبياً، نشط في الحزب الوطني الجمهوري ‏. وقد انتخب عضو مجلس النواب الأمريكي.